# Thomas Maurer

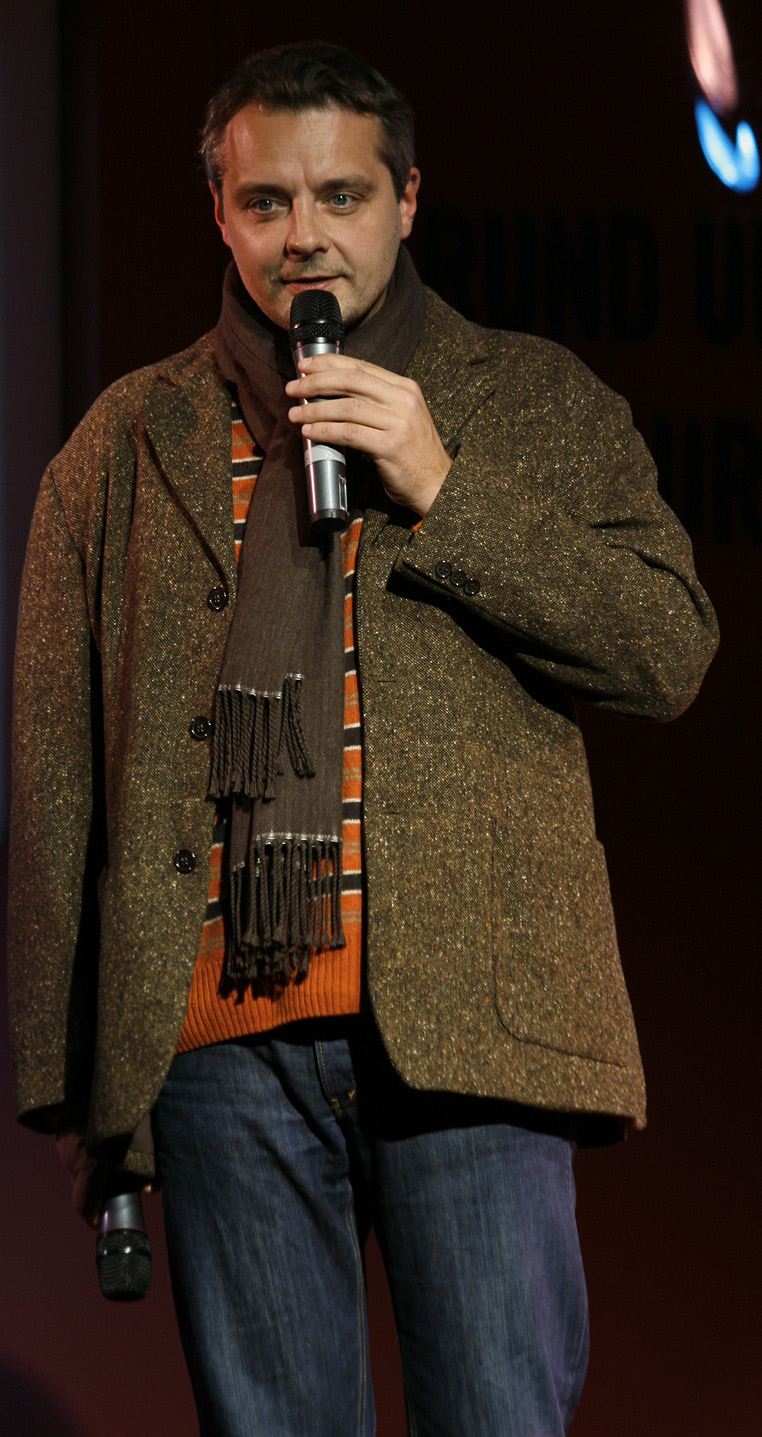
Thomas Maurer (Wien, 2008)

Thomas Maurer (* 27. Juni 1967 in Wien) ist ein österreichischer Kabarettist und Schauspieler.

## Werdegang
Nach dem Ende seiner schulischen Laufbahn 1985 begann Maurer 1986 eine Buchhändlerlehre. Erste Erfolge als Kabarettist feierte er 1988 bei einem Talentwettbewerb im Kabarett Niedermair. Sein erstes Soloprogramm mit dem Titel Unterm Farkas hätt's des net geben brachte er im selben Jahr auf die Bühne. 
Er betätigt sich auch als Autor (Drehbücher, Beiträge zu Die kranken Schwestern) und Schauspieler (Die Fledermaus, Die kranken Schwestern).

## Programme
- 1988: Unterm Farkas hätt's des net geben
- 1990: Programm mit Josef Hader Die Zwei und Soloprogramm Bis Dorthinaus
- 1991: Programm mit Leo Lukas und Karl F. Kratzl Eine Reise ins Glück und Soloprogramm Placebo Forte
- 1992: Programm mit Texten von Alfred Polgar und Egon Friedell Soldatenleben im Frieden
- 1993: Programm mit Leo Lukas Servus Hong Kong! und Soloprogramm Sputnik
- 1995: Soloprogramm Dschungel und Programm mit Josef Hader und Leo Lukas Jam-Session und Soloprogramm Freibier!
- 1996: Soloprogramm Unter uns
- 1998: Soloprogramm Intensivdamisch
- 2000: Zwei echte Österreicher mit Florian Scheuba
- 2001: Soloprogramm stinknormal
- 2002: Die Supernacht der Weihnachtsstars mit Clemens Haipl, Martin Puntigam, Oliver Baier und Gerald Votava
- 2003: Soloprogramm Die neue Selbständigkeit und Programm Anleitung zur politischen Unmündigkeit zusammen mit Florian Scheuba
- 2005: Soloprogramm Menschenfreund
- 2008: Soloprogramm Papiertiger
- 2009: Soloprogramm Àodìlì
- 2011: Best Of Out of the Dark
- 2013: Soloprogramm Neues Programm![1]
- 2015: Soloprogramm Der Tolerator
- 2016: Soloprogramm Maurer ab Hof
- 2017: Blutsbrüder – Die Karl May Boygroup – Armin Wolf, Guido Tartarotti, Thomas Glavinic, Thomas Maurer
- 2017: Soloprogramm Zukunft
- 2020: Soloprogramm Woswasi
- 2022: Soloprogramm Zeitgenosse aus Leidenschaft
- 2024: Maurer.Kafka.Komisch[2]
- 2024: Soloprogramm Trotzdem

## Fernsehen
- 2007: Die 4 da – Satire-Reihe zusammen mit Rupert Henning, Florian Scheuba und Erwin Steinhauer
- seit 2011: Wir Staatskünstler – Satire-Reihe zusammen mit Florian Scheuba und Robert Palfrader
- 2014: Boͤsterreich (Fernsehserie)
- 2016, 2023: SOKO Donau – Die verlorenen Kinder, Blauer Montag
- 2016: Warum Wein – ein Weinmagazin
- 2017: Kabarettgipfel – ORF 1
- 2017: Die Anstalt – ZDF
- 2024: Kafka (Fernsehserie)

## Preise
- 1991: Salzburger Stier
- 1996: Deutscher Kabarettpreis Programmpreis
- 1998: Münsterländer Kabarettpreis „Der Kiep“  Kabarett-Oscar des Münsterlandes
- 2001: Deutscher Kleinkunstpreis Förderpreis der Stadt Mainz gemeinsam mit Florian Scheuba
- 2003: Karl Hauptpreis für „Die neue Selbständigkeit“
- 2003: Nestroy-Theaterpreis Spezialpreis für Die neue Selbstständigkeit
- 2008: Goldene Romy für das Beste Drehbuch von Die 4 da
- 2009: Karl Hauptpreis für „Àodìlì“
- 2015: Sepp-Schellhorn-Stipendium
- 2016: Deutscher Kleinkunstpreis Sparte Kabarett für „Der Tolerator“[3]
- 2016: Österreichischer Kabarettpreis für Der Tolerator[3]